# Guisové

Erb Guisů

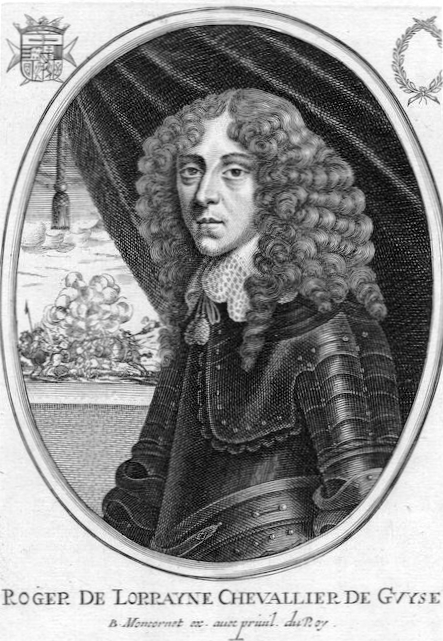
Roger Lotrinský, rytíř de Guise

Guisové (francouzsky de Guise) byl francouzský rod vysoké šlechty, mladší větev lotrinsko-vaudémontské dynastie. 

## Historie
Jméno rodu je odvozeno od panství, města a hradu Guise v Pikardii. Rod se dělil na tři linie: nejstarší měla titul vévodů z Guise a vymřela roku 1675, přičemž vévodský titul zdědil rod Bourbon-Condé; další linie byli vévodové z Mayenne a Elbeufu (vymřeli roku 1763) a poslední vévodové z Lambescu (vymřeli roku 1825). Zakladatelem rodu byl Klaudius de Guise, jenž získal vévodský titul roku 1528. Vévodové z Guise byli potomky suverénní dynastie, a proto se mohli pyšnit titulem zahraniční kníže. Několik příslušníků rodu hrálo důležitou roli v období náboženských válek šestnáctého století, kdy patřili k vůdcům katolické strany; byli to zejména František de Guise, jeho syn Jindřich I. de Guise a vévoda z Mayenne Karel II. Lotrinský.